# Tchu Jou-jou
Tchu Jou-jou, čínsky pchin-jinem Tú Yōuyōu, znaky tradiční 屠呦呦 (* 30. prosince 1930 Ning-po, Če-ťiang) je čínská chemička a farmakoložka, která jako první izolovala hořčin artemisinin z pelyňku, který využila v léčbě malárie. Kombinovaná terapie snížila úmrtnost nemoci o 20–30 % a pouze na africkém kontinentu zachránila životy více než 100 000 infikovaných za rok.
Za novou účinnou léčbu malárie obdržela v roce 2015 Nobelovu cenu za fyziologii a lékařství, jakožto první čínský občan. Druhou polovinu ocenění si rozdělili americko-irský parazitolog William C. Campbell a japonský biochemik Satoši Ómura, když byly oceněny jejich objevy na poli nové terapie parazitárních infekcí způsobených hlísticemi.
Tchu se stala první Číňankou, která obdržela Nobelovu cenu v přírodních vědách a celkem dvanáctou ženou v kategorii lékařství nebo fyziologie. Během profesní dráhy nikdy neuskutečnila zahraniční studijní pobyt, ani neprováděla výzkum mimo rodnou zemi.

## Život
Narodila se roku 1930 v Ning-pu, ležícím v provincii Če-ťiang. Navštěvovala základní školu a první ročníky střední školy Siao-š’ čung-süe (效实中学; Xiàoshí Zhōngxué), odkud v roce 1948 přešla do dalšího středoškolského zařízení Ning-po čung-süe (宁波中学; Níngbō Zhōngxué). Mezi lety 1951–1955 studovala Lékařskou fakultu Pekingské univerzity, která se v roce 1952 stala samostatnou vysokou školou (v dubnu 2000 došlo k jejímu zpětnému začlenění do Pekingské univerzity). Absolvovala ji roku 1955 v oboru farmaceutická věda. Následně získala dvouapůlleté vzdělání v tradiční čínské medicíně.
Po studiu nastoupila do pekingské Akademie čínské medicíny. V souvislosti s postupující čínskou hospodářskou reformou, se plnohodnotnou vědkyní stala teprve v roce 1980. Post školitelky postgraduálních studentů jí byl přiznán v roce 2001. Následně se stala hlavní vědkyní Akademie.
Do roku 2011 byla v čínské vědě řadu desetiletí nepovšimnutou osobou a charakterizována jako „lidmi téměř úplně zapomenutá“. Vzhledem k absenci postgraduálního systému vzdělávání v komunistické Číně až do roku 1979, neabsolvovala žádný doktorandský program, nevycestovala na zahraniční studijní či výzkumný pobyt, ani se nestala členkou žádné čínské národní vědecké akademie. Tchu byla později prezentována jako hlavní představitelka první generace vědců čínského lékařského výzkumu od vzniku Čínské lidové republiky v roce 1949.

### Soukromý život
Tchu se provdala za spolužáka ze střední školy Li Tching-čaa. Společně mají dvě dcery, starší z nich působí na univerzitě v Cambridgi.

## Objev účinného antimalarika

### Pozadí vědecké práce
V roce 1967, kdy probíhala Vietnamská válka, požádal severovietnamský vůdce Ho Či Min čínského premiéra Čou En-laje o pomoc s vývojem antimalarik pro vojáky, kteří se vydávali Ho Či Minovou stezkou na jih. Podávání chlorochinu bylo totiž kvůli snadnému rozvoji rezistence neúčinné.
Malárie byla také rozšířena v jihočínských provinciích Chaj-nan, Jün-nan, Kuang-si a Kuang-tung. Čou En-laj přesvědčil Mao Ce-tunga ke zřízení tajného programu nazvaného Projekt 523 na výrobu léčiva, který zahájil činnost 23. května 1967. Po zapojení se do programu Tchu pracovala na Chaj-nanu, kde studovala infikované pacienty.
Vědci do konce 60. let prověřili více než 240 000 sloučenin, ale bez úspěchu. V roce 1969 přišla tehdy 39letá Tchu s nápadem prostudovat látky v čínských bylinách. Nejdříve se věnovala sběru známých informací a navštěvovala praktické lékaře provozující tradiční medicínu. Závěry shrnula v knize nazvané Sbírka jednotlivých praktických receptů proti malárii, která obsahovala 640 lékařských receptů. Její tým také shromáždil na dva tisíce tradičních receptů a 382 extraktů rostlin otestoval na myších.
Žádaný účinek přinesl až pelyněk roční (Artemisia annua), užívaný pro intermitentní (střídavé) horečky. Recepturu přípravy vědkyně nalezla v 1 600 let starém textu. Nejdříve však látka neúčinkovala, protože byl extrakt získáván tradičním vařením ve vodě. Tchu zjistila, že k izolaci účinné antimalarické látky z rostliny lze použít nízkoteplotní extrakci. Pro daný postup se inspirovala zdrojem v tradiční čínské rostlinné medicíně, zápiscích sepsaných Ke Chungem roku 340 pod názvem Příručka receptů pro akutní léčbu, v nichž stálo, že by se bylina měla  louhovat ve studené vodě. Tchu si uvědomila, že horká voda již v rostlině poškodila účinnou látku a proto místo toho navrhla k extrakci účinné látky metodu využívající nízkoteplotní éter. K izolaci čisté formy látky došlo v roce 1972 a čínské pojmenování znělo čching-chao-su (青蒿素, qinghaosu). Testy na zvířatech ukázaly, že je zcela účinná u myší a opic.
Vědkyně se dobrovolně nabídla jako první testovaný člověk (pro zjištění nežádoucích účinků), když uvedla: „Jako vedoucí vědecké skupiny jsem cítila odpovědnost“. Experiment byl bezpečný a následovaly úspěšné klinické studie s lidskými pacienty. Výsledky publikovala anonymně v práci z roku 1977. Na čínském zasedání Světové zdravotnické organizace o malárii v roce 1981 přednesla objev účinné látky – artemisininu, jež usmrcuje časná vývojová stádia parazitického prvoka Plasmodium. Za práci v oblasti malárie jí byla 5. října 2015 udělena Nobelova cena za fyziologii a lékařství. Antimalarika artemisininu postupně zachránila miliony lidských životů, především v rozvojovém světě.
Artemisinin představuje seskviterpenový lakton s peroxidovým můstkem. Má se zato, že právě tento můstek zodpovídá za mechanismus účinku. WHO brání monoterapii před možným rozvojem parazitární rezistence na tuto sloučeninu. V léčbě se proto využívá kombinace artemisininu, či jeho derivátů, s dalšími antimalariky na odlišné chemické bázi. Vedle stoupající preskripce jako antimalarika se také stal zájmem výzkumu nádorových onemocnění.
V roce 2006 došlo ke zveřejnění postupu přenesení odpovídajících genů pelyňku do kvasinek s cílem vytvořit prekurzor artemisininu v bioreaktorech. Tím byly nastoleny podmínky průmyslové výroby a zvýšení produkce účinné látky o desítky tun ročně, což odpovídalo nárůstu v řádu desítek milionů dávek. Takto biosyntetizovaný artemisinin začal být používán v srpnu 2014.

## Výběr ocenění
- 1987 – Albert Einstein World Science Prize[26]
- 2011 – GlaxoSmithKline Outstanding Achievement Award in Life Science[27]
- 2011 – Albert Lasker Award for Clinical Medical Research[28]
- 2015 – Warren Alpert Foundation Prize[29]
- 2015 – Nobelova cena za fyziologii nebo lékařství[30]